# Komitat Pozsony
Komitat Pozsony (węg. Pozsony vármegye, łac. comitatus Posoniensis, pol. komitat Preszburg) – dawny komitat w północnej części Królestwa Węgier, w Górnych Węgrzech.
Komitat był jednym z najstarszych na Węgrzech, powstał prawdopodobnie już w X w. Siedzibą władz komitatu był zamek w Preszburgu, od którego komitat wziął swą nazwę i Somorja. W XVIII w. siedzibą stał się Preszburg.
W okresie przed I wojną światową komitat dzielił się na siedem powiatów i pięć miast.
Po traktacie w Trianon komitat znalazł się w większości w granicach Czechosłowacji. Pozostałe przy Węgrzech skrawki wraz z częściami komitatów Moson i Győr w 1923 r. połączono tworząc komitat Győr, Moson és Pozsony. W wyniku pierwszego arbitrażu wiedeńskiego w 1938 r. południowe fragmenty komitatu powróciła do Węgier i zostały częściowo przyłączone do odtworzonego komitatu Komárom a częściowo do nowo utworzonego komitatu Nyitra és Pozsony. Po drugiej wojnie światowej przywrócono granicę z 1938 r. W wyniku pokoju paryskiego kolejne skrawki dawnego komitatu zostały przyłączone do Czechosłowacji.
Obecnie teren komitatu jest podzielony pomiędzy kraj bratysławski i trnawski na Słowacji, fragmenty pozostałe przy Węgrzech wchodzą w skład komitatu Győr-Moson-Sopron.
| Powiaty (járás)                                         | Powiaty (járás) |
| Powiat                                                  | Siedziba władz  |
| ------------------------------------------------------- | --------------- |
| Dunaszerdahely                                          | Dunaszerdahely  |
| Galánta                                                 | Galánta         |
| Malacka                                                 | Malacka         |
| Nagyszombat                                             | Nagyszombat     |
| Pozsony                                                 | Pozsony         |
| Somorja                                                 | Somorja         |
| Szenc                                                   | Szenc           |
| Miasta na prawach komitatu (törvényhatósági jogú város) |                 |
| Pozsony                                                 |                 |
| Miasta komitackie (rendezett tanácsú város)             |                 |
| Bazin                                                   |                 |
| Modor                                                   |                 |
| Nagyszombat                                             |                 |
| Szentgyörgy                                             |                 |